# Европско првенство у атлетици у дворани 1975 — 3.000 метара за мушкарце
Такмичење у трци на 3.000 метара у мушкој конкуренцији на 6.Европском првенству у атлетици у дворани 1975. одржано је 9. март 1975. године у Спортско-забавној дворани Сподек у Катовицама, (Пољска).
Титулу освојену у Ротердама 1974. није бранио Емил Путеманс из Белгије.

## Земље учеснице
Учествовало је 13 атлетичара из 10 земаља.
1. Белгија (2)
2. Чехословачка (1)
3. Финска (2)
4. Уједињено Краљевство (1)
5. Пољска (1)
6. Румунија (1)
7. Совјетски Савез (2)
8. Шведска (1)
9. Шпанија (1)
10. Западна Немачка (1)

## Рекорди
| Рекорди пре почетка Европског првенства у дворани 1974.     | Рекорди пре почетка Европског првенства у дворани 1974. | Рекорди пре почетка Европског првенства у дворани 1974. | Рекорди пре почетка Европског првенства у дворани 1974. | Рекорди пре почетка Европског првенства у дворани 1974. | Рекорди пре почетка Европског првенства у дворани 1974. |
| ----------------------------------------------------------- | ------------------------------------------------------- | ------------------------------------------------------- | ------------------------------------------------------- | ------------------------------------------------------- | ------------------------------------------------------- |
| Светски рекорд                                              | Емил Путеманс                                           | Белгија                                                 | 7:39,2                                                  | Западни Берлин, Западна Немачка                         | 18. фебруар 1973.                                       |
| Европски рекорд у дворани                                   | Емил Путеманс                                           | Белгија                                                 | 7:39,2                                                  | Западни Берлин, Западна Немачка                         | 18. фебруар 1973.                                       |
| Рекорди европских првенстава                                | Емил Путеманс                                           | Белгија                                                 | 7:44,51                                                 | Гренобл, Француска                                      | 11. март 1973.                                          |
| Рекорди после завршеног Европског првенства у дворани 1974. |                                                         |                                                         |                                                         |                                                         |                                                         |
| Нових рекорда није било.                                    |                                                         |                                                         |                                                         |                                                         |                                                         |

## Освајачи медаља
|                                   |                        |                                |
| Ијан Стјуарт Уједињено Краљевство | Пека Пејверинта Финска | Борис Кузњецов Совјетски Савез |

## Резултати

### Финале
Због мањег броја такмичеара одржана је само финална трка.
| Пласман | Атлетичар        | Земља                | Резултат | Белешка |
| ------- | ---------------- | -------------------- | -------- | ------- |
|         | Ијан Стјуарт     | Уједињено Краљевство | 7:58,6   |         |
|         | Пека Пејверинта  | Финска               | 7:51,7   |         |
|         | Борис Кузњецов   | Совјетски Савез      | 8:01,2   |         |
| 4.      | Иван Парлуи      | Совјетски Савез      | 8:02,4   |         |
| 5.      | Петер Weigt      | Западна Немачка      | 8:02,6   |         |
| 6.      | Петр Копу        | Румунија             | 8:04,0   |         |
| 7.      | Едгар Салве      | Белгија              | 8:04,4   |         |
| 9.      | Дан Гланс        | Шведска              | 8:04,4   |         |
| 9.      | Казимјрж Маранда | Пољска               | 8:06,4   |         |
| 10.     | Антонио Бургос   | Шпанија              | 8:09,4   |         |
| 10.     | Мартин Звоницек  | Чехословачка         | 8:10,8   |         |
| 12.     | Хејке Вакури     | Финска               | 8:13.0   |         |
| 13.     | Пол Тајс         | Белгија              | 7:57,95  |         |

## Укупни биланс медаља у трци на 3.000 метара за мушкарце после 6. Европског првенства у дворани 1970—1975.
|    | Земља                |   |   |   |    |
| -- | -------------------- | - | - | - | -- |
| 1. | Уједињено Краљевство | 3 | 0 | 0 | 3  |
| 2. | Белгија              | 2 | 2 | 0 | 4  |
| 3. | Совјетски Савез      | 1 | 1 | 2 | 4  |
| 4. | Финска               | 0 | 1 | 1 | 2  |
| 4. | Западна Немачка      | 0 | 1 | 1 | 2  |
| 6. | Источна Немачка      | 0 | 1 | 0 | 1  |
| 7. | Чехословачка         | 0 | 0 | 1 | 1  |
| 7. | Шпанија              | 0 | 0 | 1 | 1  |
|    | Укупно {8}           | 6 | 6 | 6 | 18 |

|    | Атлетичар       | Земља           |   |   |   |   |
| -- | --------------- | --------------- | - | - | - | - |
| 1. | Емил Путеманс   | Белгија         | 2 | 0 | 0 | 2 |
| 2. | Јуриј Алексашин | Совјетски Савез | 0 | 1 | 1 | 2 |